# Sulfid barnatý
Sulfid barnatý je anorganická sloučenina se vzorcem BaS. Chalkogenidy kovů alkalických zemin jsou nyní intenzivně studovány jako kandidáti na krátkovlnné emitery pro elektronické displeje. BaS se považuje za nejdůležitější syntetickou sloučeninu barya, je prekurzorem BaCO3 a pigmentu lithoponu (ZnS/BaSO4).

## Objevení, výroba, vlastnosti
Jako první sulfid barnatý připravil Vincentius (či Vincentinus) Casciarolus (nebo Casciorolus, 1571-1624) postupem, který je dnes znám jako „karbotermická redukce“. Místo uhlíku však použil mouku:
BaSO4 + 2 C → BaS + 2 CO2
Látka byla díky své fosforescenci výjimečná a mnoho alchymistů a chemiků pak experimentovalo s materiálem známým jako Lapis Boloniensis (česky „boloňský kámen“) či Chrysolapis.
Andreas Sigismund Marggraf ukázal, že kalcit a sádra nejsou příliš vhodné pro výrobu boloňského kamene (na rozdíl od fluoritu), nakonec došel k závěru, že materiálem, ze kterého je boloňský kámen vyroben, je síran vápenatý.
BaSO4 je k dispozici v podobě běžného nerostu barytu.
Sulfid barnatý taje při 1 200 °C, krystalizuje ve struktuře charakteru NaCl. Je bezbarvý, ovšem podobně jako jiné sulfidy se často vyskytuje v nečistých zbarvených formách. Nyní se vyrábí vylepšenou verzí Casciarolova postupu: místo mouky se používá koks.

## Bezpečnost
BaS je jedovatý. Při kontaktu s vodou se (podobně jako u některých jiných sulfidů) uvolňuje velmi toxický plyn sulfan. Problémem může být záměna za síran barnatý, který je neškodný a podává se ve velkém množství jako rentgenová kontrastní látka. Pokud se omylem použije sulfid barnatý, způsobí to smrtelnou otravu.